# Elecciones municipales de Huaraz de 2022
Las elecciones municipales de Huaraz de 2022 se llevaron a cabo el 2 de octubre de 2022 para elegir al alcalde y al Concejo Provincial de Huaraz para el periodo 2023-2026. La elección se celebró simultáneamente con elecciones regionales y municipales (provinciales y distritales) en todo el Perú.

## Sistema electoral
La Municipalidad Provincial de Huaraz es el órgano administrativo y de gobierno de la provincia de Huaraz. Está compuesta por el alcalde y el Concejo Provincial.
La votación del alcalde y el concejo se realiza en base al sufragio universal, que comprende a todos los ciudadanos nacionales mayores de dieciocho años, empadronados y residentes en la provincia de Huaraz y en pleno goce de sus derechos políticos, así como a los ciudadanos no nacionales residentes y empadronados en la provincia de Huaraz. No hay reelección inmediata de alcaldes.
El Concejo Provincial de Huaraz está compuesto por 11 regidores elegidos por sufragio directo para un período de cuatro (4) años, en forma conjunta con la elección del alcalde (quien lo preside). La votación es por lista cerrada y bloqueada. Se asigna a la lista ganadora los escaños según el método d'Hondt o la mitad más uno, lo que más le favorezca.

## Composición del Concejo Provincial de Huaraz
La siguiente tabla muestra la composición del Concejo Provincial de Huaraz antes de las elecciones.
| Partidos | Partidos                                    | Regidores |
| -------- | ------------------------------------------- | --------- |
|          | Movimiento Acción Nacionalista Peruano      | 7         |
|          | Juntos por el Perú                          | 1         |
|          | Movimiento Independiente Regional Hora Cero | 1         |
|          | Somos Perú                                  | 1         |
|          | Movimiento Regional El Maicito              | 1         |

## Elecciones internas
Los partidos políticos realizaron la convocatoria a elecciones internas (15–22 de enero de 2022) para definir a los candidatos de sus organizaciones en listas cerradas y bloqueadas. Se sometieron a elección las candidaturas a:
- Alcaldía Provincial de Huaraz (1 candidatura).
- Concejo Provincial de Huaraz (11 candidaturas).
- Alcaldías distritales de Huaraz (11 candidaturas).
- Concejos distritales de Huaraz (59 candidaturas).

Existen dos modalidades para la organización de las elecciones internas:
- Modalidad de elección directa: Elecciones con voto universal, libre, voluntario, igual, directo y secreto de los afiliados. Fue la modalidad utilizada por Alianza para el Progreso,[5] Acción Popular,[6] el Partido Morado[7] y Alianza Gobierno Unidad y Acción.[8] Las elecciones se realizaron el 15 de mayo de 2022.
- Modalidad de delegados: Elecciones a través de delegados previamente elegidos mediante voto universal, libre, voluntario, igual, directo y secreto de los afiliados. Fue la modalidad utilizada por Movimiento Acción Nacionalista Peruano,[9] Juntos por el Perú,[10] Movimiento Regional El Maicito,[9] Podemos Perú,[11] Avanza País,[12] Fuerza Popular,[13] Perú Libre,[14] Renovación Popular,[15] Frente de la Esperanza[16] y Socios por Áncash.[9] Las elecciones se realizaron el 22 de mayo de 2022.

## Partidos y candidatos
A continuación se muestra una lista de los principales partidos y alianzas electorales que participan en las elecciones:
| Candidatura | Candidatura | Partidos y alianzas                                    | Candidatos | Candidatos                    | Ideología                                                           | Resultado previo | Resultado previo | Ref.   |
| Candidatura | Candidatura | Partidos y alianzas                                    | Candidatos | Candidatos                    | Ideología                                                           | Votos (%)        | Reg.             | Ref.   |
| ----------- | ----------- | ------------------------------------------------------ | ---------- | ----------------------------- | ------------------------------------------------------------------- | ---------------- | ---------------- | ------ |
|             | MANPE       | Lista - Movimiento Acción Nacionalista Peruano (MANPE) |            | Inocencio Villafuerte Colonia | Regionalismo ancashino                                              | 19.87%           | 7                | [ 17 ] |
|             | JP          | Lista - Juntos por el Perú (JP)                        |            | Pedro de la Cruz Ropa         | Socialismo democrático Progresismo                                  | 15.31%           | 1                | [ 18 ] |
|             | EM          | Lista - Movimiento Regional El Maicito (EM)            |            | Justo Manrique Padilla        | Regionalismo ancashino                                              | 11.38%           | 1                | [ 19 ] |
|             | APP         | Lista - Alianza para el Progreso (APP)                 |            | Dionicio Paucar Alarcón       | Liberalismo económico Conservadurismo liberal Populismo de derecha  | 10.48%           | 0                |        |
|             | PP          | Lista - Podemos Perú (PP)                              |            | Arthur Cochachin Maguiña      | Conservadurismo social Populismo Nacionalismo                       | 2.98%            | 0                | [ 17 ] |
|             | AvP         | Lista - Avanza País (AvP)                              |            | Ángel Durán León              | Conservadurismo liberal Liberalismo clásico                         | 1.72%            | 0                | [ 17 ] |
|             | AP          | Lista - Acción Popular (AP)                            |            | Dionicio Rojas León           | Partido atrapalotodo                                                | Nuevo            | Nuevo            | [ 17 ] |
|             | FP          | Lista - Fuerza Popular (FP)                            |            | María Bulnes Bobadilla        | Fujimorismo Conservadurismo social Populismo de derecha             | Nuevo            | Nuevo            |        |
|             | PL          | Lista - Perú Libre (PL)                                |            | Erik Damián Gloria            | Socialismo del siglo XXI Marxismo-leninismo Mariateguismo           | Nuevo            | Nuevo            | [ 17 ] |
|             | RP          | Lista - Renovación Popular (RP)                        |            | Miguel Muñoz Avendaño         | Ultraconservadurismo Fundamentalismo cristiano Populismo de derecha | Nuevo            | Nuevo            | [ 17 ] |
|             | AGUA        | Lista - Alianza Gobierno Unidad y Acción (AGUA)        |            | David Rosales Tinoco          | Regionalismo ancashino                                              | Nuevo            | Nuevo            | [ 20 ] |
|             | C           | Lista - Socios por Áncash (C)                          |            | Raúl Ortiz Rodríguez          | Regionalismo ancashino                                              | Nuevo            | Nuevo            | [ 17 ] |

## Sondeos de opinión
Las siguientes tablas enumeran las estimaciones de la intención de voto en orden cronológico inverso, mostrando las más recientes primero y utilizando las fechas en las que se realizó el trabajo de campo de la encuesta. Cuando se desconocen las fechas del trabajo de campo, se proporciona la fecha de publicación.

### Intención de voto
La siguiente tabla enumera las estimaciones ponderadas (sin incluir votos en blanco y nulos) de la intención de voto.
| Encuestadora/Medio             | Fecha             | Muestra | David Rosales | Raúl Ortiz | Pedro de la Cruz | Dionicio Páucar | Ángel Durán | Justo Manrique | Inocencio Villafuerte | Miguel Muñoz | Dionicio Rojas | Dif. |  |  |  |  |
| ------------------------------ | ----------------- | ------- | ------------- | ---------- | ---------------- | --------------- | ----------- | -------------- | --------------------- | ------------ | -------------- | ---- |  |  |  |  |
| Encuestadora/Medio             | Fecha             | Muestra |               |            |                  |                 |             |                |                       |              |                |      |  |  |  |  |
| Elecciones municipales de 2022 | 2 oct 2022        | —       | 36.2          | 14.3       | 12.2             | 9.9             | 8.0         | 6.2            | 4.1                   | 3.6          | 2.2            | 21.9 |  |  |  |  |
|                                |                   |         |               |            |                  |                 |             |                |                       |              |                |      |  |  |  |  |
| Ipsos Perú/América             | 2 oct 2022        | ?       | 37.7          | 13.4       | 12.7             | 9.8             | –           | –              | –                     | –            | –              | 24.3 |  |  |  |  |
| Ipsos Perú/América             | 2 oct 2022        | ?       | 40.4          | 14.1       | 13.3             | 9.9             | –           | –              | –                     | –            | –              | 26.3 |  |  |  |  |
| CIMA                           | 18–22 sep 2022    | 450     | 21.6          | 18.9       | 13.0             | 16.5            | 8.0         | 11.1           | 5.4                   | –            | 2.6            | 2.7  |  |  |  |  |
| Klambp                         | 17–21 sep 2022    | 100     | 12.7          | 23.9       | –                | 16.9            | 11.3        | 9.9            | 8.5                   | –            | 4.2            | 7.0  |  |  |  |  |
| Klambp                         | 30 jun–6 jul 2022 | 54      | 20.0          | 2.3        | –                | 15.6            | 6.7         | 17.8           | 8.9                   | –            | 6.7            | 2.2  |  |  |  |  |
| Klambp                         | 5–14 jun 2022     | ?       | 4.6           | 2.4        | –                | 20.9            | 4.6         | 9.3            | 16.3                  | –            | 4.6            | 4.6  |  |  |  |  |
| CIMA                           | 23–27 may 2022    | 450     | 15.0          | 14.2       | –                | 12.8            | 5.4         | 10.1           | 4.3                   | –            | 4.7            | 0.8  |  |  |  |  |
| CIMA                           | 21–25 feb 2022    | 450     | 13.8          | 9.6        | –                | 10.1            | –           | 11.1           | 5.7                   | –            | –              | 2.7  |  |  |  |  |

### Preferencias de voto
La siguiente tabla enumera las preferencias de voto en bruto (incluyendo blancos, viciados y sin respuesta) y no ponderadas.
| Encuestadora/Medio             | Fecha             | Muestra | David Rosales | Raúl Ortiz | Pedro de la Cruz | Dionicio Páucar | Ángel Durán | Justo Manrique | Inocencio Villafuerte | Miguel Muñoz | Dionicio Rojas | B/V  | NS/NO | Dif. |  |  |  |  |
| ------------------------------ | ----------------- | ------- | ------------- | ---------- | ---------------- | --------------- | ----------- | -------------- | --------------------- | ------------ | -------------- | ---- | ----- | ---- |  |  |  |  |
| Encuestadora/Medio             | Fecha             | Muestra |               |            |                  |                 |             |                |                       |              |                |      |       |      |  |  |  |  |
| Elecciones municipales de 2022 | 2 oct 2022        | —       | 29.1          | 11.5       | 9.8              | 7.9             | 6.4         | 5.0            | 3.3                   | 2.9          | 1.8            | 19.4 | –     | 17.6 |  |  |  |  |
|                                |                   |         |               |            |                  |                 |             |                |                       |              |                |      |       |      |  |  |  |  |
| CIMA                           | 18–22 sep 2022    | 450     | 20.2          | 17.7       | 12.2             | 15.5            | 7.5         | 10.4           | 5.1                   | –            | 2.4            | –    | 6.3   | 2.5  |  |  |  |  |
| Klambp                         | 17–21 sep 2022    | 100     | 9.0           | 17.0       | –                | 12.0            | 8.0         | 7.0            | 6.0                   | –            | 3.0            | –    | 29.0  | 5.0  |  |  |  |  |
| Klambp                         | 30 jun–6 jul 2022 | 54      | 16.7          | 1.9        | –                | 13.0            | 5.6         | 14.8           | 7.4                   | –            | 5.6            | –    | 16.7  | 1.9  |  |  |  |  |
| Klambp                         | 5–14 jun 2022     | ?       | 3.3           | 1.7        | –                | 15.0            | 3.3         | 6.7            | 11.7                  | –            | 3.3            | –    | 28.3  | 3.3  |  |  |  |  |
| CIMA                           | 23–27 may 2022    | 450     | 12.2          | 11.5       | –                | 10.4            | 4.4         | 8.7            | 3.5                   | –            | 3.8            | –    | 18.9  | 0.7  |  |  |  |  |
| CIMA                           | 21–25 feb 2022    | 450     | 10.2          | 7.1        | –                | 7.5             | –           | 8.2            | 4.2                   | –            | –              | –    | 26.1  | 2.0  |  |  |  |  |

## Resultados

### Sumario general
|                        |                                                |              |              |              |           |           |
| Partidos y coaliciones | Partidos y coaliciones                         | Voto popular | Voto popular | Voto popular | Regidores | Regidores |
| Partidos y coaliciones | Partidos y coaliciones                         | Votos        | %            | +/−          | Total     | +/−       |
|                        | Alianza Gobierno Unidad y Acción (AGUA)        | 29,374       | 36.16        | Nuevo        | 7         | +7        |
|                        | Socios por Áncash (C)                          | 11,600       | 14.28        | Nuevo        | 1         | +1        |
|                        | Juntos por el Perú (JP)                        | 9,898        | 12.19        | –3.12        | 1         | ±0        |
|                        | Alianza para el Progreso (APP)                 | 8,006        | 9.86         | –0.62        | 1         | +1        |
|                        | Avanza País (AvP)                              | 6,480        | 7.98         | +6.26        | 1         | +1        |
|                        | Movimiento Regional El Maicito (EM)            | 5,058        | 6.23         | –5.15        | 0         | –1        |
|                        | Movimiento Acción Nacionalista Peruano (MANPE) | 3,355        | 4.13         | –15.74       | 0         | –7        |
|                        | Renovación Popular (RP)                        | 2,892        | 3.56         | Nuevo        | 0         | ±0        |
|                        | Acción Popular (AP)                            | 1,797        | 2.21         | n/a          | 0         | ±0        |
|                        | Podemos Perú (PP)                              | 1,385        | 1.71         | –1.27        | 0         | ±0        |
|                        | Perú Libre (PL)                                | 1,378        | 1.70         | Nuevo        | 0         | ±0        |
|                        |                                                |              |              |              |           |           |
| Total                  | Total                                          | 81,223       |              |              | 11        | ±0        |
|                        |                                                |              |              |              |           |           |
| Votos válidos          | Votos válidos                                  | 81,223       | 80.57        | +7.95        |           |           |
| Votos en blanco        | Votos en blanco                                | 7,149        | 7.09         | –5.53        |           |           |
| Votos nulos            | Votos nulos                                    | 12,439       | 12.34        | –2.41        |           |           |
| Votos emitidos         | Votos emitidos                                 | 100,811      | 78.88        | –1.24        |           |           |
| Abstenciones           | Abstenciones                                   | 26,999       | 21.12        | +1.24        |           |           |
| Votantes registrados   | Votantes registrados                           | 127,810      |              |              |           |           |
|                        |                                                |              |              |              |           |           |
| Fuente:                |                                                |              |              |              |           |           |

### Concejo Provincial de Huaraz
| Cargo                         | Autoridad electa         | Partido político | Partido político                 |
| ----------------------------- | ------------------------ | ---------------- | -------------------------------- |
| Alcalde Provincial de Huaraz  | David Rosales Tinoco     |                  | Alianza Gobierno Unidad y Acción |
| Regidora Provincial de Huaraz | Zarela Trinidad Poma     |                  | Alianza Gobierno Unidad y Acción |
| Regidor Provincial de Huaraz  | Dennis Tinoco Romero     |                  | Alianza Gobierno Unidad y Acción |
| Regidora Provincial de Huaraz | Heidy Romero Anaya       |                  | Alianza Gobierno Unidad y Acción |
| Regidor Provincial de Huaraz  | Yurin Valdivia Huamán    |                  | Alianza Gobierno Unidad y Acción |
| Regidora Provincial de Huaraz | Silvia Oblitas Montalvo  |                  | Alianza Gobierno Unidad y Acción |
| Regidor Provincial de Huaraz  | Jhonatan Mendoza Morales |                  | Alianza Gobierno Unidad y Acción |
| Regidora Provincial de Huaraz | Daisy Rojas Narcizo      |                  | Alianza Gobierno Unidad y Acción |
| Regidor Provincial de Huaraz  | Jesús Armas Vega         |                  | Socios por Áncash                |
| Regidor Provincial de Huaraz  | Pedro de la Cruz Ropa    |                  | Juntos por el Perú               |
| Regidor Provincial de Huaraz  | David Menacho Vargas     |                  | Alianza para el Progreso         |
| Regidor Provincial de Huaraz  | Vladimir Gomero León     |                  | Avanza País                      |

## Elecciones municipales distritales

### Sumario general
| Partidos y coaliciones                                                                           | Partidos y coaliciones                         | Voto popular | Voto popular | Voto popular | Alcaldías | Alcaldías |
| Partidos y coaliciones                                                                           | Partidos y coaliciones                         | Votos        | %            | +/−          | Total     | +/−       |
| ------------------------------------------------------------------------------------------------ | ---------------------------------------------- | ------------ | ------------ | ------------ | --------- | --------- |
|                                                                                                  | Alianza Gobierno Unidad y Acción (AGUA)        | 17,302       | 35.34        | Nuevo        | 1         | +1        |
|                                                                                                  | Socios por Áncash (C)                          | 9,393        | 19.19        | Nuevo        | 2         | +2        |
|                                                                                                  | Juntos por el Perú (JP)                        | 8,852        | 18.08        | +10.51       | 3         | +2        |
|                                                                                                  | Alianza para el Progreso (APP)                 | 5,926        | 12.10        | +2.41        | 1         | –5        |
|                                                                                                  | Avanza País (AvP)                              | 1,541        | 3.15         | +1.57        | 1         | +1        |
|                                                                                                  | Movimiento Regional El Maicito (EM)            | 1,427        | 2.91         | –5.31        | 2         | +1        |
|                                                                                                  | Perú Libre (PL)1                               | 1,077        | 2.20         | +2.20        | 0         | ±0        |
|                                                                                                  | Acción Popular (AP)                            | 959          | 1.96         | +1.01        | 0         | ±0        |
|                                                                                                  | Podemos Perú (PP)                              | 923          | 1.89         | –1.09        | 0         | ±0        |
|                                                                                                  | Movimiento Acción Nacionalista Peruano (MANPE) | 886          | 1.81         | –9.37        | 0         | –1        |
|                                                                                                  | Somos Perú (SP)                                | 669          | 1.37         | –16.00       | 1         | +1        |
|                                                                                                  |                                                |              |              |              |           |           |
| Total                                                                                            | Total                                          | 48,955       |              |              | 11        | ±0        |
|                                                                                                  |                                                |              |              |              |           |           |
| Votos válidos                                                                                    | Votos válidos                                  | 48,955       | 78.37        | +0.96        |           |           |
| Votos en blanco                                                                                  | Votos en blanco                                | 7,247        | 11.60        | +2.10        |           |           |
| Votos nulos                                                                                      | Votos nulos                                    | 6,268        | 10.03        | –3.06        |           |           |
| Votos emitidos                                                                                   | Votos emitidos                                 | 62,470       | 79.76        | –1.57        |           |           |
| Abstenciones                                                                                     | Abstenciones                                   | 15,853       | 20.24        | +1.57        |           |           |
| Votantes registrados                                                                             | Votantes registrados                           | 78,323       |              |              |           |           |
|                                                                                                  |                                                |              |              |              |           |           |
| Fuente:                                                                                          |                                                |              |              |              |           |           |
| Notas al pie: 1 Comparado con los resultados del Perú Libertario (PL) en las elecciones de 2018. |                                                |              |              |              |           |           |
| Notas al pie:                                                                                    |                                                |              |              |              |           |           |
| 1 Comparado con los resultados del Perú Libertario (PL) en las elecciones de 2018.               |                                                |              |              |              |           |           |

### Resultados por distrito
La siguiente tabla enumera el control de los distritos de la provincia de Huaraz. El cambio de mando de una organización política se resalta del color de ese partido.
| Distrito      | Alcalde(sa) titular           | Partido político | Partido político            | Alcalde(sa) electo(a)      | Partido político | Partido político                 |
| ------------- | ----------------------------- | ---------------- | --------------------------- | -------------------------- | ---------------- | -------------------------------- |
| Cochabamba    | Cleto Chávez Ramírez          |                  | Alianza para el Progreso    | Marleny Figueroa Zúñiga    |                  | Juntos por el Perú               |
| Colcabamba    | Heder Paredes Chinchay        |                  | Alianza para el Progreso    | Rigoberto Carbajal Yauri   |                  | El Maicito                       |
| Huanchay      | Juan García Osorio            |                  | Alianza para el Progreso    | Dioscorides León Fernández |                  | Juntos por el Perú               |
| Independencia | Fidencio Sánchez Caururo      |                  | Siempre Unidos              | Ladislao Cruz Villachica   |                  | Alianza Gobierno Unidad y Acción |
| Jangas        | Gilmer Mendoza Caushi         |                  | Juntos por el Perú          | Elmer Cacha Catire         |                  | Alianza para el Progreso         |
| La Libertad   | Gilberto Picón Jamanca        |                  | Hora Cero                   | Inocente Guillen Pineda    |                  | Somos Perú                       |
| Olleros       | Rommel Gloria Huerta          |                  | Alianza para el Progreso    | Wilson Huamán Minaya       |                  | Socios por Áncash                |
| Pampas Grande | Inocencio Nemecio Villafuerte |                  | Alianza para el Progreso    | Edson Ardiles Colonia      |                  | El Maicito                       |
| Pariacoto     | César Sánchez Mejía           |                  | Alianza para el Progreso    | Precilo Vergara Mejía      |                  | Socios por Áncash                |
| Pira          | Héctor Obregón Inti           |                  | El Maicito                  | Evert Valverde Sandoval    |                  | Avanza País                      |
| Tarica        | Efraín Garro Villacorta       |                  | Acción Nacionalista Peruano | Genaro Chinchay León       |                  | Juntos por el Perú               |